# Плохих, Александр Викторович
Александр Викторович Плохих (укр. Олександр Вікторович Плохих, позывной — Плохой; 15 мая 1978, Жданов — 28 июня 2023, Бахмут) — украинский военнослужащий, сержант, участник российско-украинской войны. Герой Украины (2024, посмертно).

## Биография
Родился 15 мая 1978 года в Жданове (ныне — Мариуполь).
Во время российского вторжения в Украину Александр Плохих занимал должность сержанта взвода 2-й роты 2-го штурмового батальона 3-й отдельной штурмовой бригады. Погиб 28 июня 2023 года в боях в районе Бахмута.

## Награды
- Звание «Герой Украины» с удостоением ордена «Золотая Звезда» (11 декабря 2024, посмертно) — за личное мужество и героизм, проявленные в защите государственного суверенитета и территориальной целостности Украины, верность военной присяге[1].